# Лелека (талісман)
Леле́ка — талісман збірної команди України на XXIX Олімпійських іграх в Пекіні (2008 р.).

## Історія

Урочиста церемонія проводів національної Олімпійської збірної України, 27 липня 2008 р., м. Київ

11 квітня 2007 р. Національний олімпійський комітет України та компанія «Кока-Кола Україна» презентували результати конкурсу на визначення олімпійського талісману для збірної команди України на Олімпійських іграх у 2008 році у м. Пекін (Китай). Конкурс тривав два місяці, на розгляд журі було представлено 150 робіт. Переможцем стала робота інженера Вадима Яковенка з Полтави — пара лелек (лелека-хлопчик та лелека-дівчинка). Спеціальні призи від «Кока-Кола Україна» також отримали Андрій Левицький (м. Львів) за роботу — «Волик» та Віктор Листков (м. Суми) за роботу — «Квіточка ЮЕЙ». Зображення 12-ти найкращих робіт використані для календаря Національного олімпійського комітету на 2008 р.
23 червня 2007 р. під час святкування Олімпійського дня бігу на Хрещатику вперше з'явилися талісмани — лелеки, стартувавши в символічному забігові.